# So Yong Kim
So Yong Kim, född 1968 i Busan, är en sydkoreansk-amerikansk filmregissör. Hon har bland annat regisserat filmen For Ellen (2012) som premiärvisades på Sundance Film Festival.